# Antoni Słonimski
Antoni Słonimski (Varsovia, Polonia del Congreso, 15 de noviembre de 1895 - Varsovia, Polonia, 4 de julio de 1976) fue un poeta, periodista, dramaturgo y prosista polaco, presidente de la Unión de Escritores Polacos durante el Octubre polaco.
Słonimski era el nieto del rabino Jaim Selig Slonimski, fundador de la primera semana Ha-Tsefirah en Polonia. Su padre, un oftalmólogo, se convirtió al cristianismo cuando se casó con una mujer católica. Słonimski nació en Varsovia y fue bautizado y criado como cristiano. Posteriormente estudió en la Academia de Bellas Artes de Varsovia. En 1919 fue cofundador del grupo de poetas experimentales Skamander junto a Julian Tuwim y Jarosław Iwaszkiewicz, entre otros. En 1924 viajó rumbo a Palestina y Brasil, y en 1932 a la Unión Soviética.
Słonimski tuvo que exiliarse a Inglaterra y a Francia durante la Segunda Guerra Mundial, regresando a Polonia en 1951. Trabajó como colaborador de revistas como Nowa Kultura (1950-1962), Szpilki (1953-1973) y Przegląd Kulturalny. Finalmente, Antoni Słonimski falleció el 4 de julio de 1976 en un accidente de coche en Varsovia.

## Obra
- Sonetos (Sonety), (1918)
- Parada (1920)
- La hora de la poesía (Godzina poezji), (1923)
- Torpeda czasu (1926)
- Droga na wschód (1924)
- Z dalekiej podróży (1926)
- Rodzina (1933)
- Ventana sin rejas (Okno bez krat), (1935)
- Dos fines del mundo (Dwa końce świata), (1937)
- Alarm (1940)
- El siglo de la derrota (Wiek klęski), (1945)
- Nowe wiersze (1959)
- Wiersze 1958–1963 (1963)
- 138 wierszy (1973)